# Conus miles
Conus miles is een in zee levende slakkensoort uit de familie Conidae. Conus miles werd in 1758 beschreven door Carl Linnaeus. Net zoals alle soorten binnen het geslacht Conus zijn deze slakken roofzuchtig en giftig. Zij bezitten een harpoenachtige structuur waarmee ze hun prooi kunnen steken en verlammen.